# 25–27 High Street (Brechin)
Unter der Adresse 25–27 High Street in der schottischen Kleinstadt Brechin in der Council Area Angus befindet sich ein Wohn- und Geschäftsgebäude. 1971 wurde das Bauwerk in die schottischen Denkmallisten in der höchsten Denkmalkategorie A aufgenommen. Des Weiteren ist es zusammen mit verschiedenen umliegenden Häusern Teil eines Denkmalensembles der Kategorie B.

## Beschreibung
Das Gebäude wurde im Laufe des 18. Jahrhunderts errichtet. Links wurde im 19. Jahrhundert ein kleiner einstöckiger Anbau hinzugefügt.
Das dreistöckige Wohn- und Geschäftshaus steht an der High Street gegenüber der Einmündung der Church Street im historischen Zentrum von Brechin. Es weist einen L-förmigen Grundriss auf. Seine Fassaden sind mit Harl verputzt. Im Erdgeschoss der straßenseitigen, zwei Achsen weiten Giebelfassade ist ein Ladengeschäft eingerichtet. Es ist mit zwei rundbogigen Öffnungen für Schaufenster und Eingangstür mit flankierenden schlichten Pilastern und rustiziertem Mauerwerk ausgeführt. Die Sprossenfenster in den Obergeschossen entsprechen vermutlich dem Originalzustand, während der giebelständige Kamin möglicherweise zwischenzeitlich in der Breite reduziert. Links befindet sich der kleine Anbau aus dem 19. Jahrhundert. An der rückwärtigen Nordfassade tritt ein ungewöhnlich gestalteter, gerundeter, dreistöckiger Treppenturm, dessen Mauerwerk aus Bruchstein besteht, heraus.